# 浣花溪公园

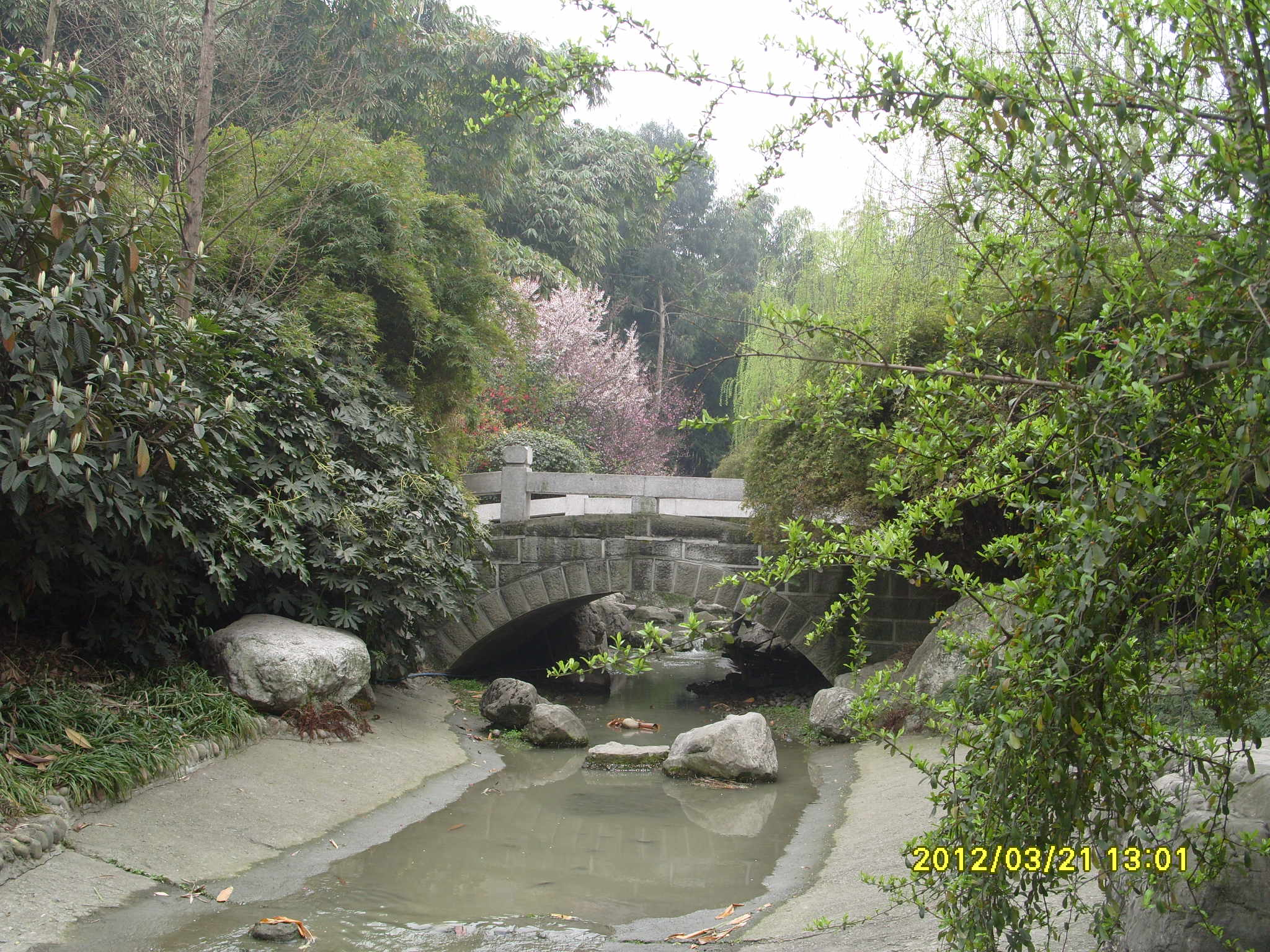

浣花溪公园位于中国四川省成都市青羊区青华路9号，北接杜甫草堂，东连四川省博物馆，是成都市唯一的五星级公园。

## 简介

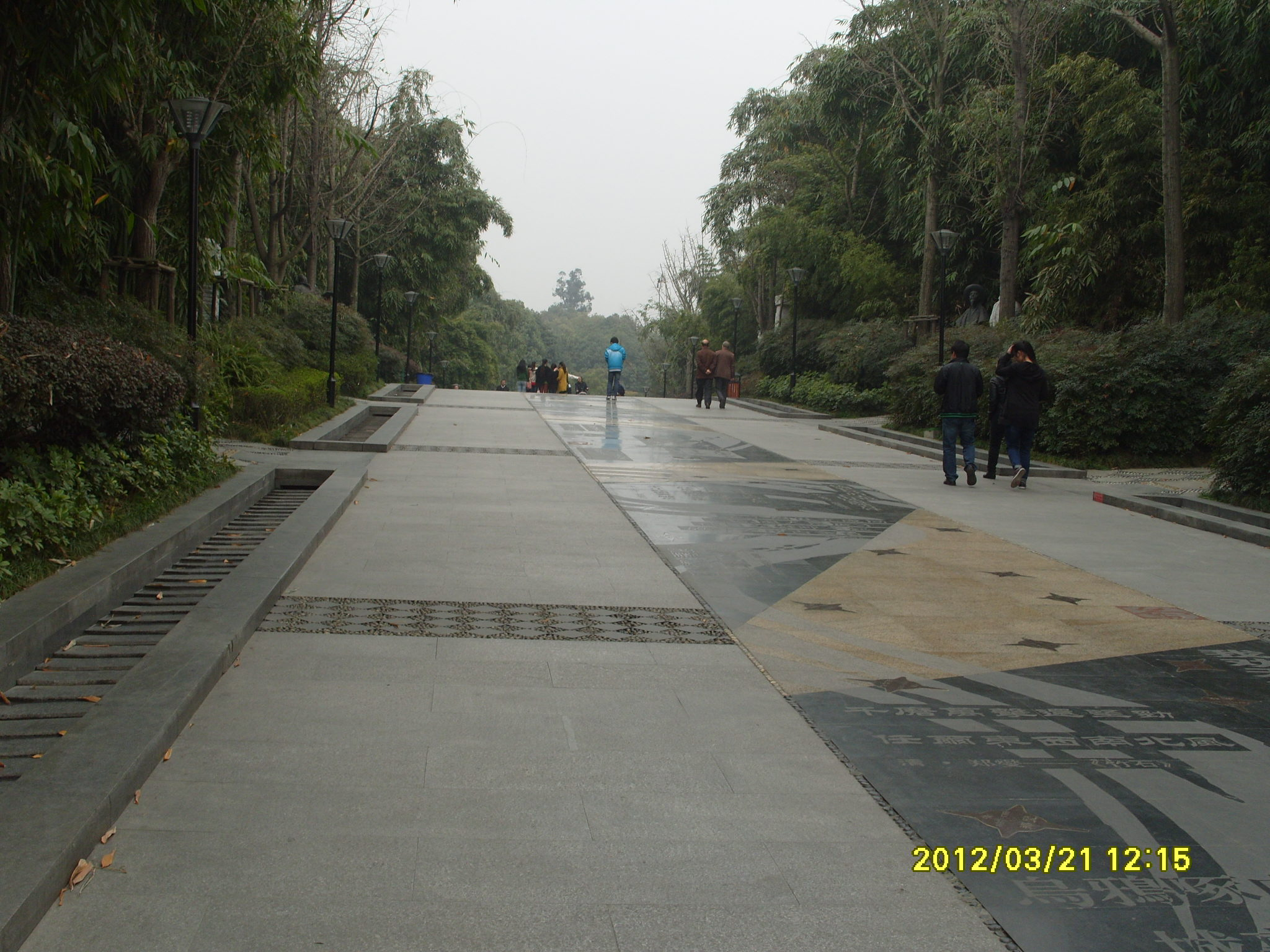
诗歌大道

浣花溪旧名百花潭，为成都南河上段，流经杜甫草堂。公园在成都市区二环路西侧，由万树山、沧浪湖和白鹭洲三大主要景点组成。万树山在公园西南部，以一座人造山为主。沧浪湖在公园中心地带；白鹭洲在公园北侧，在杜甫草堂与四川博物馆之间。此外还有观澜堂（荣获中国建筑艺术奖公共建筑类评委奖）、与杜甫草堂呼应。园内的诗歌大道上列有“三苏”、“三曹”、屈原、李白、杜甫等著名诗人的雕塑，地板上满印有中国著名诗句。